# Đại hội Thể thao châu Á 1970
Đại hội Thể thao châu Á 1970, còn được gọi là Bangkok 1970, Á vận hội VI, được tổ chức từ ngày 9 đến 20 tháng 12 năm 1970 tại Bangkok, Thái Lan, đây là lần thứ hai Thái Lan đăng cai Á vận hội, sau lần đầu tiên là vào năm 1966 và là lần thứ tư được tổ chức tại Đông Nam Á, sau Philippines (1954), Indonesia (1962) và Bangkok (1966). Tất cả có 18 quốc gia tham dự. Ban đầu, Seoul (Hàn Quốc) được chọn làm chủ nhà cho kỳ đại hội này, nhưng đã từ chối vì lý do tài chính và mối đe dọa an ninh từ Triều Tiên láng giềng (sau đó thành phố này đã đăng cai Asiad năm 1986). Thái Lan, nước chủ nhà của kỳ trước, đã đứng ra đảm nhận tổ chức để cứu vãn đại hội. Khoảng 2.400 vận động viên đến từ 18 quốc gia đã tham gia tranh tài trong kỳ Asiad này, nơi môn thể thao đua thuyền buồm (yachting) lần đầu tiên được đưa vào chương trình thi đấu.
Ban đầu đại hội này diễn ra tại Hàn Quốc, tuy nhiên, mối đe dọa an ninh từ phía Cộng hòa Dân chủ Nhân dân Triều Tiên khiến nước này phải từ bỏ kế hoạch đăng cai Đại hội và nghiễm nhiên thủ đô Bangkok của Thái Lan thế chỗ.

## Các quốc gia tham dự
- Miến Điện
- Ceylon
- Hồng Kông
- Ấn Độ
- Indonesia
- Iran
- Israel
- Nhật Bản
- Cộng hòa Khmer
- Malaysia
- Nepal
- Pakistan
- Philippines
- Trung Hoa Dân Quốc
- Singapore
- Hàn Quốc
- Việt Nam Cộng hòa
- Thái Lan

Quốc gia không tham dự
Chỉ có 2 đoàn thể thao không đem vận động viên tham dự đại hội này:
- Afghanistan
- Lào

## Môn thi đấu
- Điền kinh (35) (chi tiết)

- Cầu lông (7) (chi tiết)

- Bóng rổ (1) (chi tiết)

- Quyền anh (11) (chi tiết)

- Đua xe đạp (11) (chi tiết)

- Nhảy cầu (4) (chi tiết)

- Khúc côn cầu (1) (chi tiết)

- Bóng đá (1) (chi tiết)

- Sailing (5) (chi tiết)

- Bắn súng (14) (chi tiết)

- Bơi lội (24) (chi tiết)

- Bóng chuyền (2) (chi tiết)

- Bóng nước (1) (chi tiết)

- Cử tạ (8) (chi tiết)

- Đấu vật (10) (chi tiết)

## Lịch thi đấu
| OC | Lễ khai mạc | ● | Tranh tài | 1 | Chung kết | CC | Lễ bế mạc |

| Tháng 12, 1970            | T4 9 | T5 10 | T6 T611 | T7 12 | CN CN13 | T2 T214 | T3 15 | T4 T416 | T5 17 | T6 18 | T7 19 | T8 20 | Huy chương vàng |
| ------------------------- | ---- | ----- | ------- | ----- | ------- | ------- | ----- | ------- | ----- | ----- | ----- | ----- | --------------- |
| Điền kinh                 |      | 5     | 6       | 6     | 5       | 5       | 8     |         |       |       |       |       | 35              |
| Cầu lông                  |      | ●     | ●       | ●     |         | 2       |       |         | ●     | ●     | 5     |       | 7               |
| Bóng rổ                   |      | ●     | ●       | ●     |         | ●       | ●     | ●       |       | ●     | 1     |       | 1               |
| Quyền anh                 |      | ●     | ●       | ●     | ●       |         | 11    |         |       |       |       |       | 11              |
| Đua xe đạp – Đường trường |      | 1     |         |       |         |         |       |         |       |       | 2     |       | 3               |
| Đua xe đạp – Lòng chảo    |      |       |         | 1     | 1       | 2       |       | ●       | 4     |       |       |       | 8               |
| Nhảy cầu                  |      |       |         | 1     | 1       | 1       | 1     |         |       |       |       |       | 4               |
| Khúc côn cầu              |      | ●     | ●       | ●     | ●       | ●       | ●     | ●       | ●     | ●     | 1     |       | 1               |
| Bóng đá                   |      | ●     | ●       | ●     | ●       | ●       | ●     | ●       | ●     | ●     | ●     | 1     | 1               |
| Sailing                   |      |       | ●       | ●     | ●       | ●       | ●     | 5       |       |       |       |       | 5               |
| Bắn súng                  |      | 2     | 2       |       | 2       |         | 2     | 2       |       | 2     | 2     |       | 14              |
| Bơi lội                   |      |       |         | 6     | 5       | 5       | 4     | 4       |       |       |       |       | 24              |
| Bóng chuyền               |      | ●     | ●       | ●     | ●       | ●       | ●     | ●       |       | ●     | 2     |       | 2               |
| Bóng nước                 |      |       |         | ●     | ●       | ●       | ●     | 1       |       |       |       |       | 1               |
| Cử tạ                     |      | 1     | 1       | 1     | 1       | 1       | 1     | 1       | 1     |       |       |       | 8               |
| Đấu vật                   |      | ●     | ●       | ●     | 10      |         |       |         |       |       |       |       | 10              |
| Huy chương vàng           |      | 9     | 9       | 15    | 25      | 16      | 27    | 13      | 5     | 2     | 13    | 1     |                 |
| Nghi lễ                   | OC   |       |         |       |         |         |       |         |       |       |       | CC    |                 |
| Tháng 12, 1970            | T4 9 | T5 10 | T6 11   | T7 12 | CN 13   | T2 14   | T3 15 | T4 16   | T5 17 | T6 18 | T7 19 | CN 20 | Huy chương vàng |

## Bảng tổng sắp huy chương
| 1         | Nhật Bản (JPN)  | 74  | 47  | 23  | 144 |
| 2         | Hàn Quốc (KOR)  | 18  | 13  | 23  | 54  |
| 3         | Thái Lan (THA)  | 9   | 17  | 13  | 39  |
| 4         | Iran (IRI)      | 9   | 7   | 7   | 23  |
| 5         | Ấn Độ (IND)     | 6   | 9   | 10  | 25  |
| 6         | Israel (ISR)    | 6   | 6   | 5   | 17  |
| 7         | Malaysia (MAS)  | 5   | 1   | 7   | 13  |
| 8         | Miến Điện (BIR) | 3   | 2   | 7   | 12  |
| 9         | Indonesia (INA) | 2   | 5   | 13  | 20  |
| 10        | Ceylon (CEY)    | 2   | 2   | 0   | 4   |
| Tổng cộng | Tổng cộng       | 137 | 133 | 153 | 423 |